# Guardando il cielo (singolo Arisa)
Guardando il cielo è un singolo della cantante italiana Arisa, il primo estratto dall'album omonimo e pubblicato il 10 febbraio 2016.

## Descrizione
Interamente composto dal musicista Giuseppe Anastasi, Guardando il cielo è stato presentato dalla cantante in occasione della sua partecipazione al Festival di Sanremo 2016, dove si è classificato al 10º. Il brano è stato arrangiato e prodotto da Nicolò Fragile insieme a Giuseppe Barbera ed alla stessa Arisa.
Come dichiarato da Arisa durante un’intervista per Rai3 al programma La mia passione, la canzone parla della sua esperienza della spiritualità e del destino. "Pretendere di sapere cosa avviene nel futuro, è presuntuoso. La vita è imprevedibile."

## Video musicale
Il videoclip della canzone è stato diretto da Gaetano Morbioli.

## Tracce
Testi e musiche di Giuseppe Anastasi; edizioni musicali Universal Music Italia Srl, Giuro S.r.l., Pipshow.
1. Guardando il cielo – 3:44

## Successo commerciale
Raggiunge come posizione massima la numero 19 nella classifica dei singoli più venduti stilata dalla FIMI e nel maggio del 2016 è stato certificato disco d'oro per aver venduto 25 000 copie.

## Classifiche
| Classifica (2016) | Posizione massima |
| ----------------- | ----------------- |
| Italia            | 19                |